# Tony Awards 1958
Die Verleihung der 12. Tony Awards 1958 (12th Annual Tony Awards) fand am 13. April 1958 im Grand Ballroom des Hotels Waldorf Astoria in New York City statt. Moderator der Veranstaltung war Clayton (Bud) Collyer. Ausgezeichnet wurden Theaterstücke und Musicals der Saison 1957/58, die am Broadway ihre Erstaufführung hatten. Aufgrund von Streikmaßnahmen der Gewerkschaft gegen den Sender WCBS-TV wurde die Veranstaltung nicht im Fernsehen ausgestrahlt.

## Hintergrund
Die Antoinette Perry Awards for Excellence in Theatre, oder besser bekannt als Tony Awards, werden seit 1947 jährlich in zahlreichen Kategorien für herausragende Leistungen bei Broadway-Produktionen und -Aufführungen der letzten Theatersaison vergeben. Zusätzlich werden verschiedene Sonderpreise, z. B. der Regional Theatre Tony Award, verliehen. Benannt ist die Auszeichnung nach Antoinette Perry. Sie war 1940 Mitbegründerin des wiederbelebten und überarbeiteten American Theatre Wing (ATW). Die Preise wurden nach ihrem Tod im Jahr 1946 vom ATW zu ihrem Gedenken gestiftet und werden bei einer jährlichen Zeremonie in New York City überreicht.

## Gewinner und Nominierte

### Künstlerische Produktion
| Kategorie                       | Preisträger                                                                        | Theaterstück bzw. Musical | Nominierungen |
| Bestes Theaterstück             | Dore Schary                                                                        | Sunrise at Campobello     | - The Rope Dancers von Morton Wishengrad. Produziert von der Playwrights Company und Gilbert Miller - Two for the Seesaw von William Gibson. Produziert von Fred Coe - Time Remembered von Jean Anouilh. Englische Version von Patricia Moyes. Produziert von der Playwrights Company, in Zusammenarbeit mit Milton Sperling - The Dark at the Top of the Stairs von William Inge. Produziert von Saint-Subber und Elia Kazan - Look Back in Anger von John Osborne. Produziert von David Merrick - Look Homeward, Angel von Ketti Frings. Produziert von Kermit Bloomgarden und Theatre 200, Inc. - Romanoff and Juliet von Peter Ustinov. Produziert von David Merrick |
| Bestes Musical                  | Meredith Willson und Franklin Lacey (Buch), Meredith Willson (Musik und Liedtexte) | The Music Man             | - West Side Story. Buch von Arthur Laurents, Musik von Leonard Bernstein, Liedtexte von Stephen Sondheim. Produziert von Robert Griffiths und Harold S. Prince - New Girl in Town. Buch von George Abbott, Musik und Liedtexte von Bob Merrill. Produziert von Robert Griffiths und Harold S. Prince - Oh, Captain! Buch von Al Morgan und José Ferrer, Musik und Liedtexte von Jay Livingston und Ray Evans. Produziert von Howard Merrill und Theatre Corporation of America - Jamaica. Buch von E. Y. Harburg und Fred Saidy, Musik von Harold Arlen, Liedtexte von E. Y. Harburg. Produziert von David Merrick                                                       |
| Bester Produzent (Theaterstück) | Lawrence Langer, Theresa Helburn, Armina Marshall und Dore Schary                  | Sunrise at Campobello     | |
| Bester Produzent (Musical)      | Kermit Bloomgarden, Herbert Greene und Frank Productions                           | The Music Man             | |

### Künstlerische Leistung
| Kategorie                            | Preisträger                   | Theaterstück bzw. Musical             | Nominierungen |
| Bester Hauptdarsteller Theaterstück  | Ralph Bellamy                 | Sunrise at Campobello                 | - Richard Burton in Time Remembered - Hugh Griffith in Look Homeward, Angel - Laurence Olivier in The Entertainer - Anthony Perkins in Look Homeward, Angel - Peter Ustinov in Ramanoff and Juliet - Emlyn Williams in A Boy Growing Up |
| Beste Hauptdarstellerin Theaterstück | Helen Hayes                   | Time Remembered                       | - Wendy Hiller in A Moon for the Misbegotten - Eugenie Leontovich in The Cave Dwellers - Siobhán McKenna in The Rope Dancers - Mary Ure in Look Back in Anger - Jo Van Fleet in Look Homeward, Angel                                    |
| Bester Hauptdarsteller Musical       | Robert Preston                | The Music Man                         | - Ricardo Montalbán in Jamaica! - Eddie Foy, Jr. in Rumple - Tony Randall in Oh, Captain! |
| Beste Hauptdarstellerin Musical      | Thelma Ritter und Gwen Verdon | New Girl in Town und New Girl in Town | - Lena Horne in Jamaica! - Beatrice Lillie in Ziegfeld Follies |
| Bester Nebendarsteller Theaterstück  | Henry Jones                   | Sunrise at Campobello                 | - Sig Arno in Time Remembered - Theodore Bikel in The Rope Dancers - Pat Hingle in The Dark at the Top of the Stairs - George Relph in The Entertainer                                                                                  |
| Beste Nebendarstellerin Theaterstück | Anne Bancroft                 | Two for The Seesaw                    | - Brenda De Banzie in The Entertainer - Joan Blondell in The Rope Dancers - Mary Fickett in Sunrise at Campobello - Eileen Heckart in The Dark at the Top of the Stairs                                                                 |
| Bester Nebendarsteller Musical       | David Burns                   | The Music Man                         | - Ossie Davis in Jamaica - Cameron Prud’Homme in New Girl in Town - Iggie Wolfington in The Music Man |
| Beste Nebendarstellerin Musical      | Barbara Cook                  | The Music Man                         | - Susan Johnson in Oh, Captain! - Carol Lawrence in West Side Story - Jacquelyn McKeever in Oh, Captain! - Josephine Premice in Jamaica                                                                                                 |

### Künstlerische Gestaltung
| Kategorie                         | Preisträger        | Theaterstück bzw. Musical | Nominierungen |
| Bestes Bühnenbild                 | Oliver Smith       | West Side Story           | - Boris Aronson – Orpheus Descending / A Hole in the Head / The Rope Dancers - Ben Edwards – The Dark at the Top of the Stairs - Jo Mielziner – Look Homeward, Angel / Miss Lonelyhearts / The Square Root of Wonderful / Oh, Captain! / The Day the Money Stopped - Oliver Smith – Brigadoon / Carousel / Jamaica / Nude with Violin / Time Remembered / West Side Story - Peter Larkin – Blue Denim, Compulsion, Good As Gold, Miss Isobel |
| Beste Bühnentechnik               | Harry Romar        | Time Remembered           | - Sammy Knapp – The Music Man |
| Beste Choreographie               | Jerome Robbins     | West Side Story           | - Bob Fosse – New Girl in Town - Onna White – The Music Man |
| Bester Dirigent und Musikdirektor | Herbert Greene     | The Music Man             | - Max Goberman – West Side Story |
| Beste Kostüme                     | Motley             | The First Gentleman       | - Lucinda Ballard – Orpheus Descending - Motley – Look Back in Anger / Look Homeward, Angel / Shinbone Alley / The Country Wife / The First Gentleman - Irene Sharaff – West Side Story - Miles White – Jamaica / Time Remembered / Oh, Captain! |
| Beste Regie                       | Vincent J. Donehue | Sunrise at Campobello     | - Morton DaCosta – The Music Man - Peter Hall – The Rope Dancers - George Roy Hill – Look Homeward, Angel - Elia Kazan – The Dark at the Top of the Stairs - Arthur Penn – Two for The Seesaw |

### Sonderpreise (ohne Wettbewerb)
| Kategorie          | Preisträger                   | Grund der Preisverleihung |
| Special Tony Award | New York Shakespeare Festival | Für die kostenlosen Aufführungen im Central Park und im Hecksher Theater                                                                               |
| Special Tony Award | Mrs. Louise Beck              | Für fünfzehn Jahre unermüdlichen Einsatz für den American Theatre Wing, für den sie als Schatzmeisterin, Sekretärin und Vorstandsvorsitzende tätig war |
| Special Tony Award | Circle in the Square          | |
| Special Tony Award | Phoenix Theatre               | |
| Special Tony Award | Esther Hawley                 | |

## Statistik

### Mehrfache Nominierungen
- 9 Nominierungen: The Music Man
- 7 Nominierungen: Jamaica, Look Homeward, Angel und Time Remembered
- 6 Nominierungen: Oh, Captain!, The Rope Dancers und West Side Story
- 5 Nominierungen: The Dark at the Top of the Stairs, New Girl in Town und Sunrise at Campobello
- 3 Nominierungen: The Entertainer, Look Back in Anger und Two for The Seesaw
- 2 Nominierungen: Orpheus Descending und Romanoff and Juliet

### Mehrfache Gewinne
- 6 Gewinne: The Music Man
- 4 Gewinne: Sunrise at Campobello
- 2 Gewinne: New Girl in Town, Time Remembered und West Side Story